# Panique du 18 septembre 1873
La Panique du 18 septembre 1873 est un évènement financier causé par la faillite de la première banque américaine de l'époque, la Jay Cooke & Co. Conséquence immédiate, le 20 septembre, Wall Street doit fermer dix jours. Cette panique est une conséquence de la crise bancaire de mai 1873, qui a démarré en Europe. La Panique du 18 septembre 1873 a déclenché la faillite de 57 sociétés financières américaines et a contribué à la crise économique mondiale de la fin du XIXe siècle appelée Grande Dépression.

## Déclenchement
La panique s'est produite alors que les investisseurs étaient déjà stressés par le manque de liquidités financières en Europe, où plusieurs dizaines de banques avaient fait faillite. Aux États-Unis, la découverte au début de l'année du gigantesque gisement d'argent-métal du Big Bonanzza, sur le Comstock Lode de Virginia City avait cependant atténué l'impact du manque de liquidités financières en Europe et réduit, dans un premier temps, les conséquences de la crise.
L'élément déclencheur de la panique proprement dite fut le scepticisme des investisseurs au moment du lancement d'une émission obligataire de la compagnie des chemins de fer Northern Pacific Railway qui avait déjà été confrontée à des retards dans la pose des rails jusqu'à Bismarck. Ce scepticisme croissant fut alimenté par les combats contre les Amérindiens menés par l'armée américaine, en particulier ceux du 4 et du 11 août, lors de l'expédition de la rivière Yellowstone, destinée à fixer le futur tracé d'une voie ferrée, le long de la rivière, en plein territoire Sioux.
Les récits de cette expédition minèrent la confiance de Wall Street dans la compagnie des chemins de fer Northern Pacific Railway. Finalement, ils firent complètement rater à la compagnie le placement d'une émission obligataire géante, destinée aux investisseurs européens alors que la société avait déjà été financée par Jay Cooke, le prestigieux banquier de la guerre de Sécession, à hauteur de 200 millions de dollars, celui-ci conservant la plupart des obligations émises.

## Chronologie
- 4 août : 1er combat contre les Sioux et Cheyennes
- 11 août : 2e combat contre les Sioux et Cheyennes
- 16 août : 3e combat contre les Sioux et Cheyennes
- 6 septembre : rapport de George A. Custer publié par le New York Tribune
- 12 septembre : Wall Street en hausse
- 12 septembre : Henry Cooke démissionne du poste de gouverneur du Washington, D.C.
- 13 septembre : suspension de la banque Kenyon & Cox, le spéculateur Daniel Drew montré du doigt[3]
- 15 septembre : Ulysses S. Grant passe la soirée avec Jay Cooke[4]
- 17 septembre : Ulysses S. Grant passe la soirée avec Jay Cooke[5]
- 18 septembre : John Thomson (banquier), président de la First National Bank of New York se rend aux bureaux de Jay Cooke à Wall Street et apprend qu'il a besoin d'un million de dollars avant dix heures du matin. Quinze minutes plus tard, la panique est là[6]. Francis O. French, James Garland et Harris C. Fahnestock sont là avec Cooke.
- 18 septembre : faillite de Jay Cooke, qui ordonne la fermeture de ses portes
- 18 septembre : faillite de la First National Bank of Washington, présidée par Henry Cooke[7]
- 18 septembre : faillite de 15 banques dont la Jay Cooke & Co était l'agent[6]
- 18 septembre au soir : Harris C. Fahnestock invite les reporters à une interview[6] publié le lendemain
- 19 septembre : annonce que la construction de la ligne dans le Yellowstone est reportée[8]
- 20 septembre : Wall Street doit fermer dix jours
- 20 septembre : Jay Cooke & Co publie un communiqué indiquant que ses actifs sont le double de ses dettes[6]
- 24 septembre : la banque d'Henry Clews ferme ses portes après avoir reversé 1,25 million de dollars à ses déposants